# Eldfell

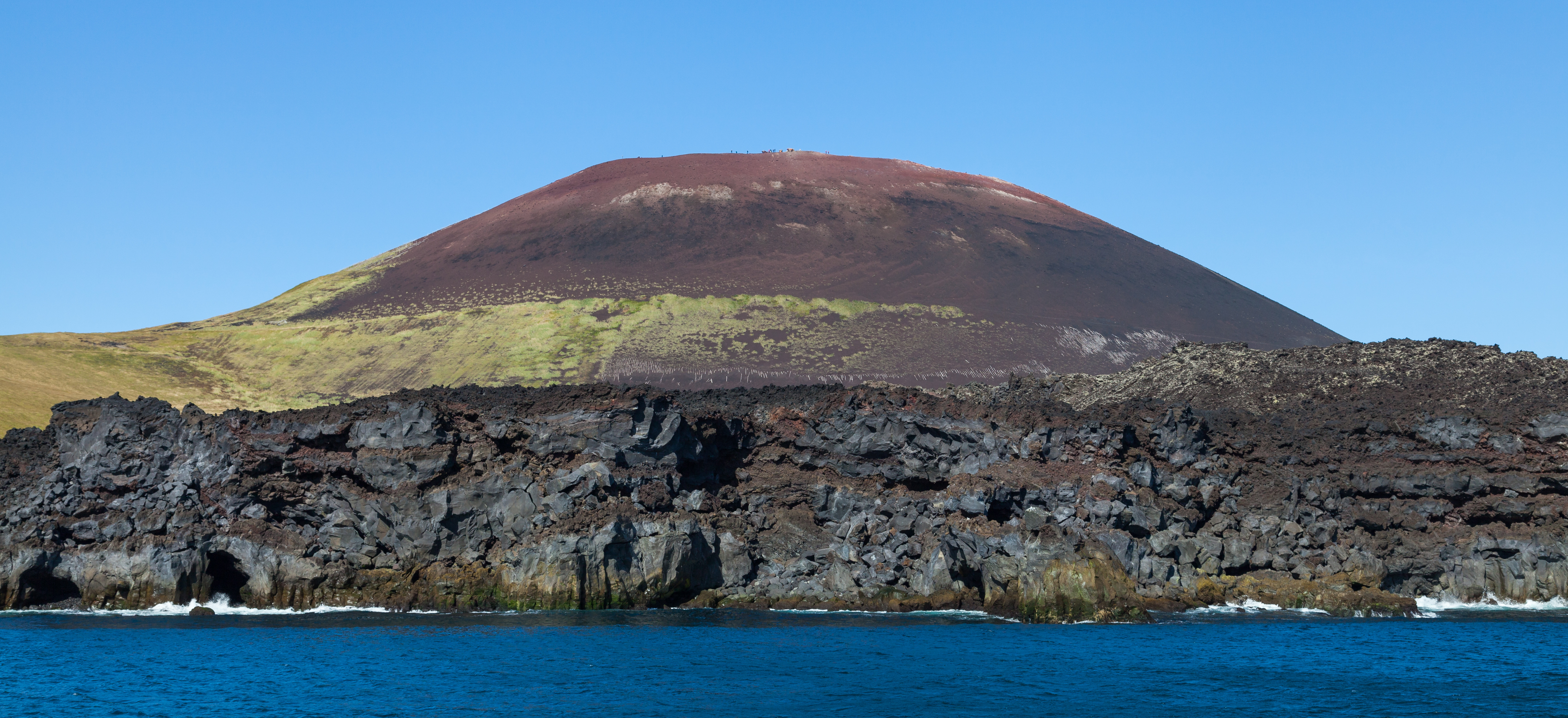
Eldfell 2014

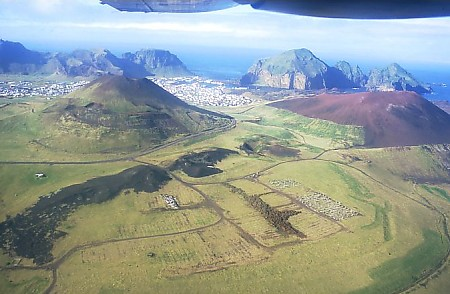
Eldfell (höger), Helgafell (vänster)

Eldfell är en vulkan på den isländska ön Hemön i Västmannaöarna.
Eldfell fick ett stort vulkanutbrott som inträffade år 1973, då en stor del av ön blev täckt av aska och lava. Lavan kyldes med stora mängder havsvatten och det anses ha bidragit till att hamninloppet inte stängdes helt utan man fick till och med en mer skyddad hamn än vad den varit tidigare.
Vid sidan av vulkanen ligger den nu inaktiva vulkanen Helgafell.